# Compagnie Nama
La Compagnie Nama est un groupe de marionnettistes et danseurs malien. Il est formé en 2010. La compagnie est médaillée de bronze en Marionnettes géantes aux VIIIes Jeux de la Francophonie. 

## Historique
La Compagnie Nama voit le jour en 2010 sous l'impulsion de son directeur Yacouba Magassouba. Elle fait la promotion de la culture malienne à travers les marionnettes inspirées de Sogobo. Elle bénéficie de la formation du marionnettiste Yaya Coulibaly et de la scénographe Olwenn Bellon. Elle possède des percussionnistes.

### Origine du nom
La Compagnie Nama porte le nom du masque Nama en hommage à la tradition Bamana et Malinkés.

### Parcours
La compagnie Nama représente la république du Mali à travers des créations et des participations aux festivals, événements et des animations scolaires au Mali et à l'étranger. Entre mars et avril 2016, en partenariat avec la compagnie Les grandes personnes de Boromo, elle propose une résidence de création, afin de créer des marionnettes géantes, qui aboutit à des parades de rue colorées et festives auprès des populations locales, sous un rythme musical soutenu. Avec plus de 250 représentations depuis 2010, elle se spécialise dans le spectacle déambulatoire. Elle se compose de quatre membres à l'origine dont Yacouba Magassouba, Djakari Djan Koné, Sékou Doumbia et Alassane Diarra,.

### Membre de la compagnie
| N°              | Nom et prénoms     |
| --------------- | ------------------ |
| 01              | Yacouba Magassouba |
| 02              | Boucari Ombotimbe  |
| 03              | sekou Coumaré      |
| 04              | Bourama Doumbia    |
| 05              | Assitan Diallo     |
| 06              | Bourama Magassouba |
| 07              | Djelimakan Siabate |
| Anciens membres |                    |
| 08              | Djakari Djan Koné  |
| 09              | Sékou Doumbia      |
| 10              | Alassane Diarra    |

## Spectacles
- 2015 : La fête au village
- 2019 : Le Chat pèlerin (coproduction Mali-Canada-France)
- 2018 : Le lièvre sauva le chèvre[5]
- Yala

## Festivals
- Au Mali

1. Théâtre des Réalités
2. Kamanie n’goni
3. Festival de Selingue.

- Hors du Mali

1. le Festival Tene-Tedji au Bénin
2. Les Nuits Mandingues à Nantes, France
3. Rendez-vous chez nous : les villages d’Afrique accueillent les arts de la rue au Burkina Faso
4. mars 2022 : Marché des arts du spectacle d'Abidjan (Côte d'Ivoire)[6].

## Prix et reconnaissances
- 2017 :  médaille de bronze aux jeux de la francophonie à Abidjan (Côte d'Ivoire)[3],[7],[8],[9].

## Activisme
La compagnie Nama organise des formations pour les jeunes Maliens pour promouvoir les artistes et l'art de rue,.